# Ковали (Эйсмонтовский сельсовет)
Ковали (бел. Кавалі) — деревня в Берестовицком районе Гродненской области Беларуси. Входит в состав Эйсмонтовского сельсовета.

## География
Деревня находится в западной части Гродненской области, на правом берегу реки Веретейки, к северу от автодороги Н-6012, на расстоянии приблизительно 21 километра (по прямой) к северо-востоку от городского посёлка Большая Берестовица, административного центра района. Абсолютная высота — 123 метра над уровнем моря. Площадь населённого пункта — 0,1283 км².

## История
По состоянию на 1905 год, в Ковалях проживало 273 человека. В административном отношении деревня входила в состав Богородицкой волости Гродненского уезда Гродненской губернии.
Согласно Рижскому мирному договору (1921), деревня вошла в состав межвоенной Польши. Входила в состав гмины Вельке-Эйсымонты Гродненского повета Белостокского воеводства. В 1921 году числилось 125 жителей, проживавших в 25 домах. В этническом составе населения того периода белорусы составляли 51,5 %, поляки — 48,5 %. В конфессиональном составе населения преобладали православные христиане (100 %).
С 1939 года в БССР.

## Население
По данным переписи 2019 года, в деревне проживало 11 человек.
| Год  | Население, человек |
| ---- | ------------------ |
| 1905 | 273                |
| 1921 | ↘ 125              |
| 2009 | ↘ 33               |
| 2019 | ↘ 11               |